# Szchelda
Szchelda (ros. Шхельда, gruz. შხელდა Szchelda, ang. Shkhelda) – szczyt w grani głównej Kaukazu, na granicy Rosji i Gruzji, o wysokości 4368  m n.p.m.

## Położenie
Szchelda położona jest w centralnej części Wielkiego Kaukazu, w głównym grzbiecie kaukaskim, stanowiąc część wododziału między zlewiskami Morza Czarnego i Morza Kaspijskiego.

Szchelda położona jest w odległości około 2 km na północny zachód Uszby.

## Historia
Szchelda, a ściślej jej wschodni wierzchołek, po raz pierwszy została zdobyta 1 sierpnia 1903 r. przez alpinistę R. Helblinga i jego towarzyszy.